# Rui de Araújo
Pour l'homme politique, voir Rui Maria de Araújo.
Rui de Araújo est un footballeur portugais né le 25 mars 1910 à Lisbonne et mort le 8 janvier 1998. Il évoluait au poste de milieu central.

## Biographie

### En club
Rui de Araújo est joueur du Sporting Portugal entre 1932 et 1942,. 
Il remporte le Campeonato de Portugal à trois reprises en 1934, 1936 et 1938. Il s'agissait d'une version expérimentale du futur championnat, sous un format proche de l'actuelle Coupe du Portugal,.
Il dispute au total 96 matchs en première division portugaise pour 3 buts marqués,.
Il est champion du Portugal en 1941,.

### En équipe nationale
International portugais, il reçoit quatre sélections en équipe du Portugal pour aucun but marqué entre 1931 et 1936, toutes dans le cadre d'amicaux.
Il dispute son premier match le 31 mai 1931 contre la Belgique (victoire 3-2 à Lisbonne).
Ses deuxième a lieu contre l'Espagne le 5 mai 1935 (math nul 3-3 à Lisbonne).
Ses deux derniers matchs ont lieu en 1936 le 26 janvier 1936 contre l'Autriche (défaite 2-3 à Porto) et  le 27 février 1936 contre l'Allemagne (défaite 1-3 à Lisbonne).

## Palmarès
Avec le Sporting Portugal :
- Champion du Portugal en 1941
- Vainqueur du Campeonato de Portugal (ancêtre de la Coupe du Portugal) en 1934, 1936 et 1938
- Champion de Lisbonne en 1934, 1935, 1936, 1937, 1938, 1939, 1941 et 1942